# Гаванський провулок (Київ)
Га́ванський прову́лок — провулок у Подільському районі міста Києва, місцевість Куренівка. Пролягає від Новокостянтинівської вулиці до тупика.

## Історія
Провулок виник у 1950-ті роки під сучасною назвою (від Київської гавані, розташованої поруч). До 1980-х років неподалік існувала також Га́ванська вулиця.